# Hoskins Peak
Hoskins Peak är en bergstopp i Antarktis. Den ligger i Västantarktis. Argentina, Chile och Storbritannien gör anspråk på området. Toppen på Hoskins Peak är 1 076 meter över havet, eller 568 meter över den omgivande terrängen. Bredden vid basen är 2,3 km.
Terrängen runt Hoskins Peak är huvudsakligen kuperad, men åt sydost är den platt. Havet är nära Hoskins Peak åt sydväst. Trakten är obefolkad. Det finns inga samhällen i närheten. 